# Abudefduf sparoides
Abudefduf sparoides es una especie de peces de la familia Pomacentridae en el orden de los Perciformes.

## Morfología
Los machos pueden llegar alcanzar los 16 cm de longitud total.

## Hábitat
Es un pez de mar.

## Distribución geográfica
Se encuentra desde Kenia hasta KwaZulu-Natal (Sudáfrica), Madagascar, Reunión y Mauricio.